# VB-2 Azon
VB-2 Azon – amerykańska swobodnie spadająca bomba lotnicza kierowana radiokomendowo z okresu II wojny światowej. Pierwsza wprowadzona do użycia amerykańska bomba kierowana.
Bomba VB-2 powstała przez wyposażenie bomby burzącej AN-M66 wagomiaru 2000 funtów w pojemnik mieszczący system kierowania mocowany w miejscu statecznika. Zasobnik oprócz aparatury radiowej odbierającej sygnały z nosiciela i przekazującej je do sterów mieścił lampę umożliwiającą bombardierowi obserwację spadającej bomby. Do zasobnika z aparatura przymocowane były cztery stateczniki, których ruchome końce umożliwiały sterowanie bombą. Bomba mogła być kierowana tylko w kierunku (stąd nazwa pochodząca od słów azimuth only). Po wycelowaniu przy pomocy celownika bombardierskiego  Norden bomba była zrzucana z samolotu, a następnie bombardier obserwując lampę bomby korygował kierunek opadania bomby. Przy zrzucie z wysokości 4000 m bomby trafiały w prostokąt o wymiarach 6x60 m. Z tego powodu VB-2 nadawała się najlepiej do atakowania wąskich i długich celów takich mosty czy zapory wodne. Wadą była konieczność utrzymywania przez 30 s po zrzucie prostoliniowego lotu przez nosiciela bomby co zwiększało ryzyko zestrzelenia.
Bomby VB-2 były zrzucane z odpowiednio przystosowanych samolotów Consolidated B-24 Liberator. Te same samoloty przenosiły także lżejszą bombę kierowana VB-1 Azon.
Pozostałe w magazynach po zakończeniu II wojny światowej bomby VB-2 zostały użyte podczas wojny koreańskiej.